# Opisthocheiron penicillatum
Opisthocheiron penicillatum är en mångfotingart som beskrevs av Ribaut 1913. Opisthocheiron penicillatum ingår i släktet Opisthocheiron och familjen Opisthocheiridae. Inga underarter finns listade i Catalogue of Life.